# Tour du Limousin 2014
La 47e édition du Tour du Limousin se déroule du 19 au 22 août 2014.

## La course
Comme en 2012, la course effectue une grande incursion dans le département de la Dordogne au cours de la 2e étape.
L'arrivée de la 3e étape se négocie au sommet du Maupuy, dans les monts de Guéret.

## Classements des étapes
| Étape     | Date    | Villes étapes                                   | km    | Vainqueur d'étape | Leader du classement général |
| --------- | ------- | ----------------------------------------------- | ----- | ----------------- | ---------------------------- |
| 1re étape | 19 août | Limoges - Brive-la-Gaillarde                    | 174,7 | Björn Leukemans   | Björn Leukemans              |
| 2e étape  | 20 août | Trélissac - Grèzes                              | 171,8 | Cyril Gautier     | Björn Leukemans              |
| 3e étape  | 21 août | Lac de Vassivière - Le Maupuy - Monts de Guéret | 183,2 | Mauro Finetto     | Mauro Finetto                |
| 4e étape  | 22 août | Meuzac - Limoges                                | 174,9 | Manuel Belletti   | Mauro Finetto                |

## Déroulement de la course

### 1reétape
|    | Coureur           | Équipe                       |    | Temps           |
| -- | ----------------- | ---------------------------- | -- | --------------- |
| 1  | Björn Leukemans   | Wanty-Groupe Gobert          | en | 4 h 22 min 23 s |
| 2  | Stéphane Rossetto | BigMat-Auber 93              | +  | 5 s             |
| 3  | Mauro Finetto     | Neri Sottoli                 |    | 5 s             |
| 4  | Christophe Kern   | Europcar                     |    | 5 s             |
| 5  | Rémy Di Grégorio  | La Pomme Marseille 13        |    | 5 s             |
| 6  | Cyril Gautier     | Europcar                     |    | 14 s            |
| 7  | Florian Vachon    | Bretagne-Séché Environnement |    | 14 s            |
| 8  | Jimmy Turgis      | Roubaix Lille Métropole      |    | 14 s            |
| 9  | Arthur Vichot     | FDJ.fr                       |    | 14 s            |
| 10 | José Gonçalves    | La Pomme Marseille 13        |    | 14 s            |

|    | Coureur           | Équipe                       |    | Temps           |
| -- | ----------------- | ---------------------------- | -- | --------------- |
| 1  | Björn Leukemans   | Wanty-Groupe Gobert          | en | 4 h 22 min 10 s |
| 2  | Stéphane Rossetto | BigMat-Auber 93              | +  | 12 s            |
| 3  | Mauro Finetto     | Neri Sottoli                 |    | 14 s            |
| 4  | Christophe Kern   | Europcar                     |    | 18 s            |
| 5  | Rémy Di Grégorio  | La Pomme Marseille 13        |    | 18 s            |
| 6  | Jimmy Turgis      | Roubaix Lille Métropole      |    | 26 s            |
| 7  | Cyril Gautier     | Europcar                     |    | 27 s            |
| 8  | Florian Vachon    | Bretagne-Séché Environnement |    | 27 s            |
| 9  | Arthur Vichot     | FDJ.fr                       |    | 27 s            |
| 10 | José Gonçalves    | La Pomme Marseille 13        |    | 27 s            |

### 2eétape
|    | Coureur               | Équipe                       |    | Temps           |
| -- | --------------------- | ---------------------------- | -- | --------------- |
| 1  | Cyril Gautier         | Europcar                     | en | 5 h 23 min 54 s |
| 2  | Davide Rebellin       | CCC Polsat Polkowice         | +  | m.t.            |
| 3  | Rein Taaramäe         | Cofidis                      |    | m.t.            |
| 4  | Antonio Parrinello    | Androni Giocattoli-Venezuela |    | 2 s             |
| 5  | Mauro Finetto         | Neri Sottoli                 |    | 2 s             |
| 6  | Sébastien Reichenbach | IAM                          |    | 2 s             |
| 7  | Julien Simon          | Cofidis                      |    | 2 s             |
| 8  | Björn Leukemans       | Wanty-Groupe Gobert          |    | 2 s             |
| 9  | Arthur Vichot         | FDJ.fr                       |    | 2 s             |
| 10 | Rémy Di Grégorio      | La Pomme Marseille 13        |    | 2 s             |

|    | Coureur                    | Équipe                       |    | Temps           |
| -- | -------------------------- | ---------------------------- | -- | --------------- |
| 1  | Björn Leukemans            | Wanty-Groupe Gobert          | en | 8 h 36 min 11 s |
| 2  | Mauro Finetto              | Neri Sottoli                 | +  | 14 s            |
| 3  | Cyril Gautier              | Europcar                     |    | 15 s            |
| 4  | Rémy Di Grégorio           | La Pomme Marseille 13        |    | 18 s            |
| 5  | Davide Rebellin            | CCC Polsat Polkowice         |    | 19 s            |
| 6  | Rein Taaramäe              | Cofidis                      |    | 21 s            |
| 7  | Christophe Kern            | Europcar                     |    | 24 s            |
| 8  | Antonio Parrinello         | Androni Giocattoli-Venezuela |    | 27 s            |
| 9  | Arthur Vichot              | FDJ.fr                       |    | 27 s            |
| 10 | Francesco Manuel Bongiorno | Bardiani CSF                 |    | 27 s            |

### 3eétape
|    | Coureur                    | Équipe                 |    | Temps          |
| -- | -------------------------- | ---------------------- | -- | -------------- |
| 1  | Mauro Finetto              | Neri Sottoli           | en | 4h 28 min 07 s |
| 2  | Julien Simon               | Cofidis                | +  | m.t.           |
| 3  | Davide Rebellin            | CCC Polsat Polkowice   |    | m.t.           |
| 4  | Cyril Gautier              | Europcar               |    | 9 s            |
| 5  | Rein Taaramäe              | Cofidis                |    | 15 s           |
| 6  | Rémy Di Grégorio           | La Pomme Marseille 13  |    | 15 s           |
| 7  | Francesco Manuel Bongiorno | Bardiani CSF           |    | 15 s           |
| 8  | Björn Leukemans            | Wanty-Groupe Gobert    |    | 15 s           |
| 9  | Arthur Vichot              | FDJ.fr                 |    | 21 s           |
| 10 | Rubén Fernández Andújar    | Caja Rural-Seguros RGA |    | 22 s           |

|    | Coureur                    | Équipe                  |    | Temps           |
| -- | -------------------------- | ----------------------- | -- | --------------- |
| 1  | Mauro Finetto              | Neri Sottoli            | en | 13h 04 min 22 s |
| 2  | Davide Rebellin            | CCC Polsat Polkowice    | +  | 11 s            |
| 3  | Björn Leukemans            | Wanty-Groupe Gobert     |    | 11 s            |
| 4  | Cyril Gautier              | Europcar                |    | 20 s            |
| 5  | Rémy Di Grégorio           | La Pomme Marseille 13   |    | 29 s            |
| 6  | Rein Taaramäe              | Cofidis                 |    | 32 s            |
| 7  | Francesco Manuel Bongiorno | Bardiani CSF            |    | 38 s            |
| 8  | Arthur Vichot              | FDJ.fr                  |    | 44 s            |
| 9  | Jimmy Turgis               | Roubaix Lille Métropole |    | 50 s            |
| 10 | Rubén Fernández Andújar    | Caja Rural-Seguros RGA  |    | 51 s            |

### 4eétape
|    | Coureur             | Équipe                       |    | Temps          |
| -- | ------------------- | ---------------------------- | -- | -------------- |
| 1  | Manuel Belletti     | Androni Giocattoli-Venezuela | en | 4h 23 min 30 s |
| 2  | Kévin Réza          | Europcar                     | +  | m.t.           |
| 3  | Björn Leukemans     | Wanty-Groupe Gobert          |    | m.t.           |
| 4  | Julien Simon        | Cofidis                      |    | m.t.           |
| 5  | Sonny Colbrelli     | Bardiani CSF                 |    | m.t.           |
| 6  | Romain Feillu       | Bretagne-Séché Environnement |    | m.t.           |
| 7  | Steven Tronet       | BigMat-Auber 93              |    | m.t.           |
| 8  | Leonardo Duque      | Colombia                     |    | m.t.           |
| 9  | Enrico Battaglin    | Bardiani CSF                 |    | m.t.           |
| 10 | Evaldas Šiškevičius | La Pomme Marseille 13        |    | m.t.           |

|    | Coureur                    | Équipe                  |    | Temps            |
| -- | -------------------------- | ----------------------- | -- | ---------------- |
| 1  | Mauro Finetto              | Neri Sottoli            | en | 17 h 27 min 52 s |
| 2  | Björn Leukemans            | Wanty-Groupe Gobert     | +  | 7 s              |
| 3  | Davide Rebellin            | CCC Polsat Polkowice    |    | 11 s             |
| 4  | Cyril Gautier              | Europcar                |    | 20 s             |
| 5  | Rémy Di Grégorio           | La Pomme Marseille 13   |    | 29 s             |
| 6  | Rein Taaramäe              | Cofidis                 |    | 32 s             |
| 7  | Francesco Manuel Bongiorno | Bardiani CSF            |    | 38 s             |
| 8  | Arthur Vichot              | FDJ.fr                  |    | 44 s             |
| 9  | Jimmy Turgis               | Roubaix Lille Métropole |    | 50 s             |
| 10 | Rubén Fernández Andújar    | Caja Rural-Seguros RGA  |    | 51 s             |

## Classement final
| Classement général | Classement général         | Classement général | Classement général      | Classement général  |
|                    | Coureur                    | Pays               | Équipe                  | Temps               |
| ------------------ | -------------------------- | ------------------ | ----------------------- | ------------------- |
| 1er                | Mauro Finetto              | Italie             | Neri Sottoli            | en 17 h 27 min 52 s |
| 2e                 | Björn Leukemans            | Belgique           | Wanty-Groupe Gobert     | + 7 s               |
| 3e                 | Davide Rebellin            | Italie             | CCC Polsat Polkowice    | + 11 s              |
| 4e                 | Cyril Gautier              | France             | Europcar                | + 20 s              |
| 5e                 | Rémy Di Grégorio           | France             | La Pomme Marseille 13   | + 29 s              |
| 6e                 | Rein Taaramäe              | Estonie            | Cofidis                 | + 32 s              |
| 7e                 | Francesco Manuel Bongiorno | Italie             | Bardiani CSF            | + 38 s              |
| 8e                 | Arthur Vichot              | France             | FDJ.fr                  | + 44 s              |
| 9e                 | Jimmy Turgis               | France             | Roubaix Lille Métropole | + 50 s              |
| 10e                | Rubén Fernández Andújar    | Espagne            | Caja Rural-Seguros RGA  | + 51 s              |
| modifier           |                            |                    |                         |                     |

## Liste des coureurs
| Légende | Légende                                                                                                  | Légende | Légende                                                                                         |
| ------- | --- | ------- | ----------------------------------------------------------------------------------------------- |
| Num     | Dossard de départ porté par le coureur                                                                   | Pos     | Position finale au classement général                                                           |
|         | Indique le vainqueur du classement général                                                               |         | Indique le vainqueur du classement de la montagne                                               |
|         | Indique le vainqueur du classement par points                                                            |         | Indique le vainqueur du classement du meilleur jeune                                            |
| #       | Indique la meilleure équipe                                                                              |         |                                                                                                 |
| NP      | Indique un coureur qui n'a pas pris le départ d'une étape, suivi du numéro de l'étape où il s'est retiré | AB      | Indique un coureur qui n'a pas terminé une étape, suivi du numéro de l'étape où il s'est retiré |
| HD      | Indique un coureur qui a terminé une étape hors des délais, suivi du numéro de l'étape                   | HC      | Indique un coureur mis hors course, suivi du numéro de l'étape                                  |

| IAM | IAM                         | IAM  |
| --- | --------------------------- | ---- |
| Num | Coureur                     | Pos  |
| 1   | Sylvain Chavanel (FRA)      |      |
| 2   | Heinrich Haussler (AUS)     |      |
| 3   | Claudio Imhof (SUI)         |      |
| 4   | Kevyn Ista (BEL)            |      |
| 7   | Jérôme Pineau (FRA)         | AB-3 |
| 8   | Sébastien Reichenbach (SUI) | AB-3 |

| FDJ.fr FDJ | FDJ.fr FDJ                               | FDJ.fr FDJ |
| ---------- | ---------------------------------------- | ---------- |
| Num        | Coureur                                  | Pos        |
| 11         | William Bonnet (FRA)                     |            |
| 12         | Mickaël Delage (FRA)                     |            |
| 13         | Arnaud Démare (FRA) → Champion de France |            |
| 14         | Pierrick Fédrigo (FRA)                   |            |
| 15         | Anthony Geslin (FRA)                     |            |
| 16         | Pierre-Henri Lecuisinier (FRA)           |            |
| 17         | Matthieu Ladagnous (FRA)                 |            |
| 18         | Arthur Vichot (FRA)                      |            |

| AG2R La Mondiale ALM | AG2R La Mondiale ALM      | AG2R La Mondiale ALM |
| -------------------- | ------------------------- | -------------------- |
| Num                  | Coureur                   | Pos                  |
| 21                   | Julien Bérard (FRA)       |                      |
| 22                   | Guillaume Bonnafond (FRA) |                      |
| 23                   | Steve Chainel (FRA)       |                      |
| 24                   | Maxime Daniel (FRA)       |                      |
| 25                   | Axel Domont (FRA)         |                      |
| 26                   | Samuel Dumoulin (FRA)     | AB-1                 |
| 27                   | Jimmy Raibaud (FRA)       |                      |
| 28                   | Hugo Houle (CAN)          | AB-2                 |

| Europcar EUC | Europcar EUC              | Europcar EUC |
| ------------ | ------------------------- | ------------ |
| Num          | Coureur                   | Pos          |
| 31           | Giovanni Bernaudeau (FRA) |              |
| 32           | Cyril Gautier (FRA)       |              |
| 33           | Yukiya Arashiro (JPN)     |              |
| 34           | Perrig Quéméneur (FRA)    |              |
| 35           | Kévin Réza (FRA)          |              |
| 36           | Christophe Kern (FRA)     |              |
| 37           | Angélo Tulik (FRA)        |              |
| 38           | Thomas Voeckler (FRA)     | NP-1         |

| Wanty-Groupe Gobert WGG | Wanty-Groupe Gobert WGG  | Wanty-Groupe Gobert WGG |
| ----------------------- | ------------------------ | ----------------------- |
| Num                     | Coureur                  | Pos                     |
| 41                      | Thomas Degand (BEL)      |                         |
| 42                      | Frederik Backaert (BEL)  |                         |
| 43                      | Jérôme Baugnies (BEL)    |                         |
| 44                      | Francis De Greef (BEL)   |                         |
| 45                      | Michel Kreder (NED)      |                         |
| 46                      | Marco Minnaard (NED)     |                         |
| 47                      | Kevin Seeldraeyers (BEL) |                         |
| 48                      | Björn Leukemans (BEL)    |                         |

| Topsport Vlaanderen-Baloise TSV | Topsport Vlaanderen-Baloise TSV | Topsport Vlaanderen-Baloise TSV |
| ------------------------------- | ------------------------------- | ------------------------------- |
| Num                             | Coureur                         | Pos                             |
| 51                              | Jelle Wallays (BEL)             |                                 |
| 52                              | Stijn Steels (BEL)              |                                 |
| 53                              | Thomas Sprengers (BEL)          |                                 |
| 54                              | Pieter Jacobs (BEL)             |                                 |
| 55                              | Victor Campenaerts (BEL)        |                                 |
| 56                              | Otto Vergaerde (BEL)            |                                 |
| 57                              | Jarl Salomein (BEL)             |                                 |
| 58                              | Moreno De Pauw (BEL)            |                                 |

| Neri Sottoli NRI | Neri Sottoli NRI        | Neri Sottoli NRI |
| ---------------- | ----------------------- | ---------------- |
| Num              | Coureur                 | Pos              |
| 61               | Matteo Rabottini (ITA)  |                  |
| 62               | Francesco Chicchi (ITA) |                  |
| 63               | Samuele Conti (ITA)     |                  |
| 64               | Andrea Fedi (ITA)       |                  |
| 65               | Andrea Dal Col (ITA)    |                  |
| 66               | Mauro Finetto (ITA)     |                  |
| 67               | Simone Ponzi (ITA)      | AB-3             |
| 68               | Fabio Taborre (ITA)     |                  |

| MTN-Qhubeka MTN | MTN-Qhubeka MTN                         | MTN-Qhubeka MTN |
| --------------- | --------------------------------------- | --------------- |
| Num             | Coureur                                 | Pos             |
| 71              | Adrien Niyonshuti (RWA)                 |                 |
| 72              | Andreas Stauff (GER)                    |                 |
| 73              | Dennis van Niekerk (RSA)                |                 |
| 74              | Karel Hník (CZE)                        |                 |
| 75              | Johann van Zyl (RSA)                    | AB-2            |
| 76              | Martin Wesemann (RSA)                   | AB-2            |
| 77              | Ignatas Konovalovas (LTU)               |                 |
| 78              | Tsgabu Grmay (ETH) →Champion d'Éthiopie |                 |

| Colombia COL | Colombia COL              | Colombia COL |
| ------------ | ------------------------- | ------------ |
| Num          | Coureur                   | Pos          |
| 81           | Juan Esteban Arango (COL) |              |
| 82           | Edwin Ávila (COL)         |              |
| 83           | Edward Díaz (COL)         |              |
| 84           | Jonathan Paredes (COL)    |              |
| 85           | Leonardo Duque (COL)      |              |
| 86           | Dúber Quintero (COL)      |              |
| 88           | Juan Pablo Valencia (COL) |              |

| Cofidis, Solutions Crédits COF | Cofidis, Solutions Crédits COF | Cofidis, Solutions Crédits COF |
| ------------------------------ | ------------------------------ | ------------------------------ |
| Num                            | Coureur                        | Pos                            |
| 91                             | Jérémy Bescond (FRA)           |                                |
| 92                             | Edwig Cammaerts (BEL)          | AB-3                           |
| 93                             | Nicolas Edet (FRA)             |                                |
| 94                             | Egoitz García (ESP)            |                                |
| 95                             | Christophe Laporte (FRA)       |                                |
| 96                             | Rudy Molard (FRA)              |                                |
| 97                             | Julien Simon (FRA)             |                                |
| 98                             | Rein Taaramäe (EST)            |                                |

| CCC Polsat Polkowice CCC | CCC Polsat Polkowice CCC | CCC Polsat Polkowice CCC |
| ------------------------ | ------------------------ | ------------------------ |
| Num                      | Coureur                  | Pos                      |
| 101                      | Paweł Charucki (POL)     | AB-3                     |
| 102                      | Piotr Gawroński (POL)    | AB-2                     |
| 103                      | Jacek Morajko (POL)      |                          |
| 104                      | Adrian Kurek (POL)       |                          |
| 105                      | Davide Rebellin (ITA)    |                          |
| 106                      | Jarosław Marycz (POL)    |                          |
| 107                      | Nikolay Mihaylov (BUL)   |                          |
| 108                      | Tomasz Kiendyś (POL)     |                          |

| Bardiani CSF BAR | Bardiani CSF BAR                 | Bardiani CSF BAR |
| ---------------- | -------------------------------- | ---------------- |
| Num              | Coureur                          | Pos              |
| 111              | Stefano Pirazzi (ITA)            |                  |
| 112              | Nicola Boem (ITA)                |                  |
| 113              | Edoardo Zardini (ITA)            |                  |
| 114              | Nicola Ruffoni (ITA)             | AB-3             |
| 115              | Enrico Battaglin (ITA)           |                  |
| 116              | Sonny Colbrelli (ITA)            |                  |
| 117              | Francesco Manuel Bongiorno (ITA) |                  |
| 118              | Andrea Piechele (ITA)            |                  |

| Bretagne-Séché Environnement BSE | Bretagne-Séché Environnement BSE | Bretagne-Séché Environnement BSE |
| -------------------------------- | -------------------------------- | -------------------------------- |
| Num                              | Coureur                          | Pos                              |
| 121                              | Jean-Marc Bideau (FRA)           |                                  |
| 122                              | Anthony Delaplace (FRA)          |                                  |
| 123                              | Romain Feillu (FRA)              |                                  |
| 124                              | Armindo Fonseca (FRA)            |                                  |
| 125                              | Florian Guillou (FRA)            |                                  |
| 126                              | Christophe Laborie (FRA)         |                                  |
| 127                              | Eduardo Sepúlveda (ARG)          |                                  |
| 128                              | Florian Vachon (FRA)             |                                  |

| Androni Giocattoli-Venezuela AND | Androni Giocattoli-Venezuela AND | Androni Giocattoli-Venezuela AND |
| -------------------------------- | -------------------------------- | -------------------------------- |
| Num                              | Coureur                          | Pos                              |
| 131                              | Franco Pellizotti (ITA)          |                                  |
| 132                              | Marco Bandiera (ITA)             | HC-3                             |
| 133                              | Manuel Belletti (ITA)            |                                  |
| 134                              | Omar Bertazzo (ITA)              |                                  |
| 135                              | Marco Frapporti (ITA)            |                                  |
| 136                              | Johnny Hoogerland (NED)          |                                  |
| 137                              | Antonio Parrinello (ITA)         |                                  |
| 138                              | Andrea Zordan (ITA)              |                                  |

| Caja Rural-Seguros RGA CJR | Caja Rural-Seguros RGA CJR    | Caja Rural-Seguros RGA CJR |
| -------------------------- | ----------------------------- | -------------------------- |
| Num                        | Coureur                       | Pos                        |
| 141                        | Rubén Fernández Andújar (ESP) |                            |
| 142                        | Davide Viganò (ITA)           |                            |
| 143                        | Omar Fraile (ESP)             |                            |
| 144                        | Marcos García (ESP)           |                            |
| 145                        | Heiner Parra (COL)            |                            |
| 146                        | Fabricio Ferrari (URU)        |                            |
| 147                        | Antonio Molina (ESP)          |                            |
| 148                        | Ángel Madrazo (ESP)           |                            |

| BigMat-Auber 93 BIG | BigMat-Auber 93 BIG                  | BigMat-Auber 93 BIG |
| ------------------- | ------------------------------------ | ------------------- |
| Num                 | Coureur                              | Pos                 |
| 151                 | Frédéric Brun (FRA)                  |                     |
| 152                 | Flavien Dassonville (FRA)            |                     |
| 153                 | Alo Jakin (EST) → Champion d'Estonie | AB-2                |
| 154                 | David Menut (FRA)                    |                     |
| 155                 | Maxime Renault (FRA)                 |                     |
| 156                 | Stéphane Rossetto (FRA)              |                     |
| 157                 | Steven Tronet (FRA)                  |                     |
| 158                 | Yannis Yssaad (FRA)                  | AB-3                |

| Roubaix Lille Métropole RLM | Roubaix Lille Métropole RLM | Roubaix Lille Métropole RLM |
| --------------------------- | --------------------------- | --------------------------- |
| Num                         | Coureur                     | Pos                         |
| 161                         | Jérémy Leveau (FRA)         |                             |
| 162                         | Romain Le Roux (FRA)        |                             |
| 163                         | Jean-Lou Paiani (FRA)       | AB-1                        |
| 164                         | Franck Vermeulen (FRA)      |                             |
| 165                         | Jimmy Turgis (FRA)          |                             |
| 166                         | Rudy Kowalski (FRA)         | AB-3                        |
| 167                         | Julien Duval (FRA)          |                             |

| La Pomme Marseille 13 LPM | La Pomme Marseille 13 LPM  | La Pomme Marseille 13 LPM |
| ------------------------- | -------------------------- | ------------------------- |
| Num                       | Coureur                    | Pos                       |
| 171                       | Julien Antomarchi (FRA)    |                           |
| 172                       | Rémy Di Grégorio (FRA)     |                           |
| 173                       | Julien El Fares (FRA)      |                           |
| 174                       | Thomas Vaubourzeix (FRA)   |                           |
| 175                       | Clément Saint-Martin (FRA) |                           |
| 176                       | José Gonçalves (POR)       |                           |
| 177                       | Thomas Rostollan (FRA)     |                           |
| 178                       | Evaldas Šiškevičius (LTU)  |                           |